# Violence & Force
Violence & Force – drugi album studyjny speed metalowego zespołu Exciter wydany w lutym 1984 roku przez wytwórnię Megaforce Records.

## Lista utworów
1. „Oblivion” – 0:34
2. „Violence & Force” – 4:04
3. „Scream in the Night” – 4:13
4. „Pounding Metal” – 4:33
5. „Evil Sinner” – 4:58
6. „Destructor” – 4:19
7. „Swords of Darkness” – 3:58
8. „Delivering to the Master” – 6:06
9. „Saxons of the Fire” – 3:27
10. „War Is Hell” – 6:18

## Twórcy
| Personel - Carl Canedy – producent - Jon Zazula – producent wykonawczy - Chris Bubacz – inżynier dźwięku - Alex Perialas – inżynier dźwięku (asystent) - Jack Skinner – mastering | Exciter w składzie - Dan Beehler – perkusja, wokal - John Ricci – gitara - Allan Johnson – gitara basowa |